# Oplisa aterrima
Oplisa aterrima är en tvåvingeart som först beskrevs av Gabriel Strobl 1899.  Oplisa aterrima ingår i släktet Oplisa och familjen gråsuggeflugor.
Artens utbredningsområde är Spanien. Inga underarter finns listade i Catalogue of Life.